# あの街レコード
『あの街レコード』（あのまちレコード）は、indigo la Endの3枚目のミニアルバム。2014年4月2日にunBORDEより発売された。

## 概要
・前作『夜に魔法をかけられて』より約1年ぶりとなる、メジャーデビュー1stミニアルバム。また、メンバーの川谷が掛け持ちしているバンド「ゲスの極み乙女。」の3rdミニアルバム『みんなノーマル』と同時リリース・同時メジャーデビューとなった。
・アルバムについて川谷曰く、「全体的に懐かしい雰囲気があって、原点回帰というイメージがある」。
・タイトルにある〈あの街〉とは川谷の故郷・長崎のことである。

## 収録曲
全作詞・作曲:川谷絵音、全編曲:indigo la End
1. 夜明けの街でサヨナラを (4:16)
2. 名もなきハッピーエンド (4:32)
  - ライブ会場限定シングル。
3. billion billion  (3:39)
4. あの街の帰り道 (4:09)
  - バンド結成当初からあった曲。
5. 染まるまで (5:12)
6. ダビングシーン (4:04)
  - JAPAN COUNTDOWN2014年4月度オープニングテーマ。
  - MVがあり、後に加入する後鳥亮介がサポートとして出演している。
7. mudai (1:44)
8. アリスは突然に (5:12)

## 演奏
- 川谷絵音：Vocal, Guitar
- 長田カーティス：Guitar
- オオタユウスケ：Drums
- 久保寺豊：Bass (#1.2.6.8)
- 塩澤由希子：Bass (#3.5)
- 太田美音：Chorus (#1.2.3.5.6.8)